# Zisterzienserinnenabtei Ounans
Die Zisterzienserinnenabtei Ounans war von 1147 bis 1791 ein französisches Kloster der Zisterzienserinnen, zuerst in Ounans, ab 1595 in Dole, Département Jura, heute im Bistum Saint-Claude.

## Geschichte
Die Abtei Tart besiedelte das 1147 (frühestens 1140) 15 Kilometer südöstlich von Dole an der Loue in Ounans gestiftete Nonnenkloster, das sich unweit des Zisterzienserklosters Rosières befand. Vom Fluss bedrängt, wurde das Kloster 1520 auf einen erhöhten Ort verlegt und 1595 unter Aufgabe des Standorts in die Stadt Dole, wo 1609 die Abtei Corcelles und 1622 die Abtei Collonges aufgenommen, sowie im 17. und frühen 18. Jahrhundert neue Gebäude errichtet wurden. Das Kloster der „Dames d’Ounans“ bestand in Dole bis zur Französischen Revolution. Heute beherbergen die gut erhaltenen Baulichkeiten ein Gymnasium (Lycée Charles Nodier). In Ounans  und in Dole erinnern jeweils eine Rue des Dames d’Ounans und in Dole eine Treige (= Passage) des Dames d’Ounans an das Kloster.